# Oscar Kennedy
Oscar Kennedy, né le 21 juin 1999 à Nottingham en Angleterre, est un acteur britannique.

## Biographie
Oscar Kennedy est né le 21 juin 1999 à Nottingham, en Angleterre.

### Carrière
Kennedy a fait ses débuts d'acteur professionnel dans le film Toast de 2010, où il joue le rôle de Nigel Slater (en), jeune. Il est apparu dans sept épisodes de Home from Home, où il a joué le rôle de Garth Hackett.
Il a joué le rôle principal de Liam Williams dans la série comique Ladhood (en).
En 2021, il est apparu dans le long métrage School's Out Forever, où il a joué le rôle principal en tant que Lee Keegan.
En 2022, il a également joué le rôle de Jamie Walsh dans l'émission Wreck.

## Filmographie

### Cinéma
- 2017: HHhH
- 2021: School's Out Forever

### Télévision
- 2010: Toast
- 2011: Sirens
- 2011: The Body Farm
- 2011: De grandes espérances
- 2012: Hunted
- 2013: Le Mari de la ministre[2]
- 2013: The White Queen
- 2014: Silk
- 2016: Outlander
- 2016–2018: Home from Home
- 2017: Decline and Fall
- 2018: Bliss
- 2019–2022: Ladhood (en)
- Depuis 2022: Wreck